# آلیسون رید
 آلیسون رید (انگلیسی: Alyson Reed؛ زادهٔ ۱۱ ژانویهٔ ۱۹۵۸) یک هنرپیشه اهل ایالات متحده آمریکا است. وی از سال ۱۹۷۸ میلادی تاکنون مشغول فعالیت بوده‌است.
از فیلم‌های معروف او می‌توان به بازی در فیلم گروه سرود اشاره کرد.